# Hessel Gerritsz
Hessel Gerritsz est un graveur et cartographe néerlandais connu pour ses cartes de haute qualité. Il est considéré comme l’un des cartographes majeurs du XVIIe siècle.[réf. nécessaire]